# جوناثان ليفيت
جوناثان ليفيت (بالإنجليزية: Jonathan Leavitt)‏ هو ناشر أمريكي، ولد في 20 يناير 1797 في نيويورك في الولايات المتحدة، وتوفي في 6 مايو 1852.